# Tymczasowy Robotniczo-Chłopski Rząd Ukrainy

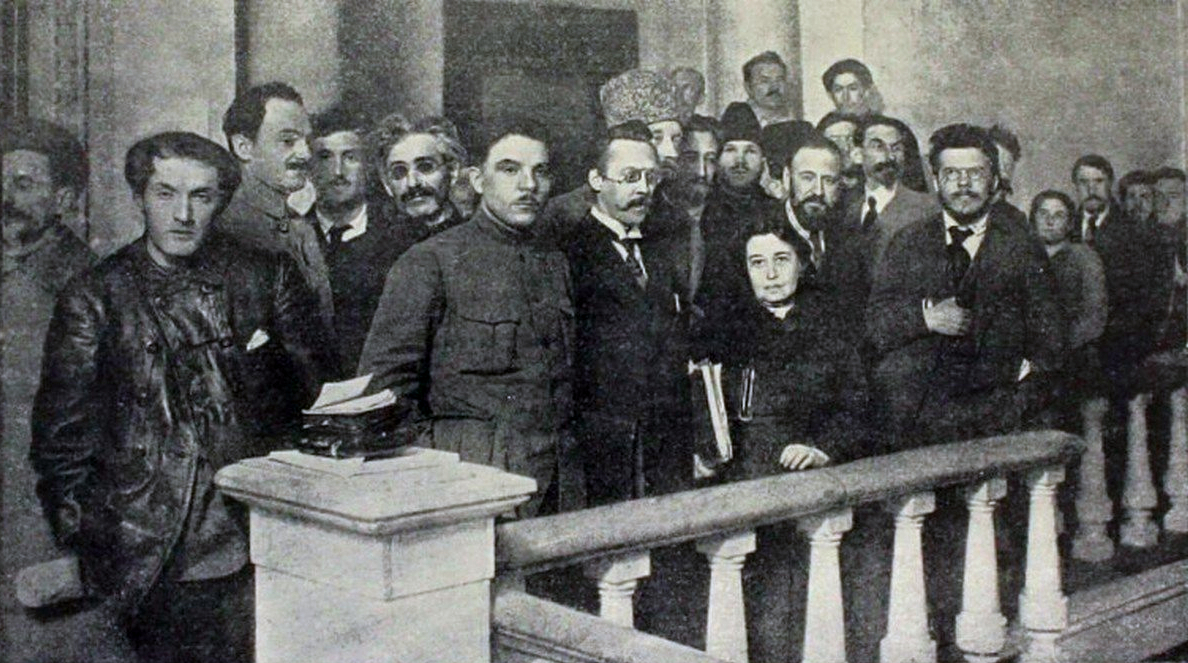
Członkowie Tymczasowego Robotniczo-Chłopskiego Rządu Ukrainy 1919. Od lewej: Aleksandr Chmielnicki, Moisiej Ruchimowicz, Moisiej Granowski, Władimir Judowski, Klimient Woroszyłow, Władimir Mieszczeriakow, Nikołaj Podwojski, Andżelika Bałabanowa, Christian Rakowski, Mykoła Skrypnyk, Wołodymyr Zatonski

Tymczasowy Robotniczo-Chłopski Rząd Ukrainy – drugi w kolejności radziecki rząd (pierwszym była Ukraińska Ludowa Republika Rad), utworzony 28 listopada 1918 w Kursku. Utworzony został w celu zamaskowania agresji Rosji Radzieckiej na Ukraińską Republikę Ludową.
Pierwszą siedzibą była Sudża (wówczas w składzie Ukrainy) do 27 grudnia 1918, następnie Biełgorod do stycznia 1919. 3 stycznia 1919 Armia Czerwona zajęła Charków, który stał się pierwszą siedzibą rządu i stolicą USRR. 25 stycznia 1919 Rząd Tymczasowy uchwalił połączenie Ukrainy z Rosją na zasadach radzieckiej federacji, a 29 stycznia został przemianowany na Radę Komisarzy Ludowych USRR.
Rządowi przewodniczył Jurij Piatakow, a jego członkami byli m.in.: Chrystian Rakowski, Wasilij Awerin, Emanuel Kwiring, Jurij Kociubynski, Walerij Mieżłauk, Nikołaj Podwojski, Fiodor Siergiejew (Artiom), Mykoła Skrypnyk, Aleksandr Chmielnicki, Aleksandr Szlichter, Wołodymyr Zatonski.